# Ekstrakcja

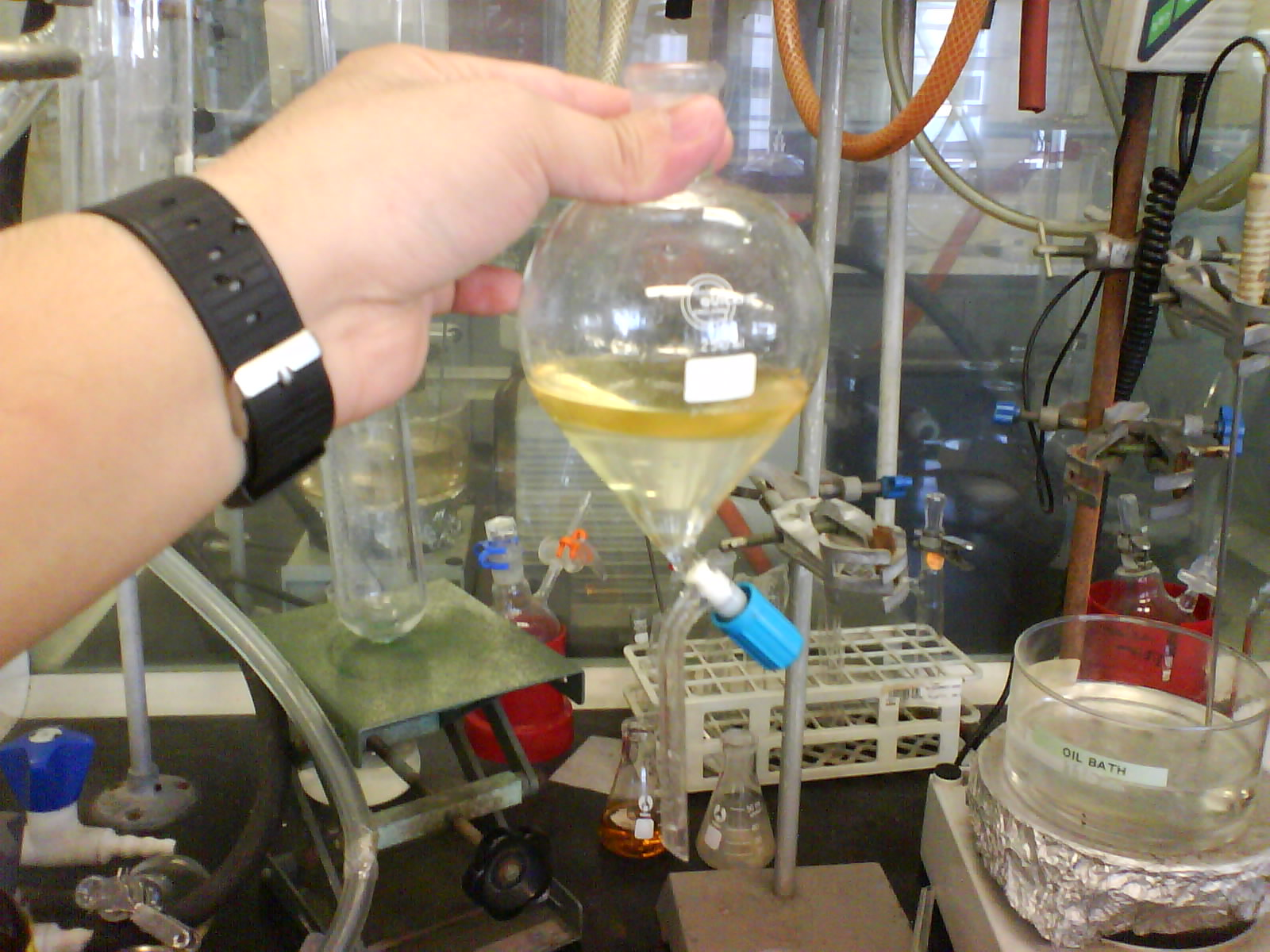
Rozdzielacz: na górze warstwa zabarwionego na żółto eteru, na dole warstwa wody

Ekstrakcja – wyodrębnianie składnika lub składników mieszanin metodą dyfuzji do cieczy lepiej rozpuszczających te związki chemiczne. Pojęcie ekstrakcji odnosi się najczęściej do procesów prowadzonych w układach ciecz – ciecz, w obszarze ograniczonej mieszalności. Ekstrakcją nazywa się również analogiczny proces, prowadzony w układach ciecz – ciało stałe (ługowanie, enfleurage).
W układach ciecz – ciecz substancje ekstrahowane ulegają podziałowi między rozpuszczalnik pierwotny (roztwór surowy), a rozpuszczalnik wtórny (ekstrahent), który powinien w miarę możliwości selektywnie absorbować odzyskiwane związki chemiczne. Uzyskuje się rafinat (rozpuszczalnik pierwotny, pozbawiony dużej części odzyskiwanego związku) i ekstrakt, który może być np. poddawany destylacji w celu odzyskania substancji ekstrahowanej i rozpuszczalnika
Efektywność procesu ekstrakcji zależy przede wszystkim od rodzaju rozpuszczalnika, ale duże znaczenie ma również temperatura i techniki postępowania (np. stopień rozwinięcia powierzchni wymiany masy, intensywność mieszania faz). Złożone mieszaniny związków chemicznych są rozdzielane metodami ekstrakcji frakcyjnej, z użyciem różnych ekstrahentów.
Po osiągnięciu stanu zbliżonego do równowagi obie ciecze – ekstrakt i rafinat – są rozdzielane, np. z użyciem rozdzielaczy laboratoryjnych, wirówek lub przemysłowych separatorów. Ekstrakty rozdziela się na frakcje lub pojedyncze związki np. metodą destylacji, odzyskując rozpuszczalnik.
Przykładem procesu ekstrakcji w układzie ciało stałe – ciecz jest proces parzenia kawy lub herbaty. Zawarte w kawie substancje smakowe dyfundują z ziarna (surowiec) do wody (ekstrahent). Analogicznie są otrzymywane leki galenowe (napary, odwary, wyciągi, nalewki). Różne tłuszcze roślinne, między innymi biopaliwa, są również produkowane z wykorzystaniem ekstrakcji. Ekstrakcję rozpuszczalnikami organicznymi stosuje się przede wszystkim do odzyskiwania oleju pozostającego w materiale po wytłaczaniu (wytłoki).

## Podstawy fizykochemiczne

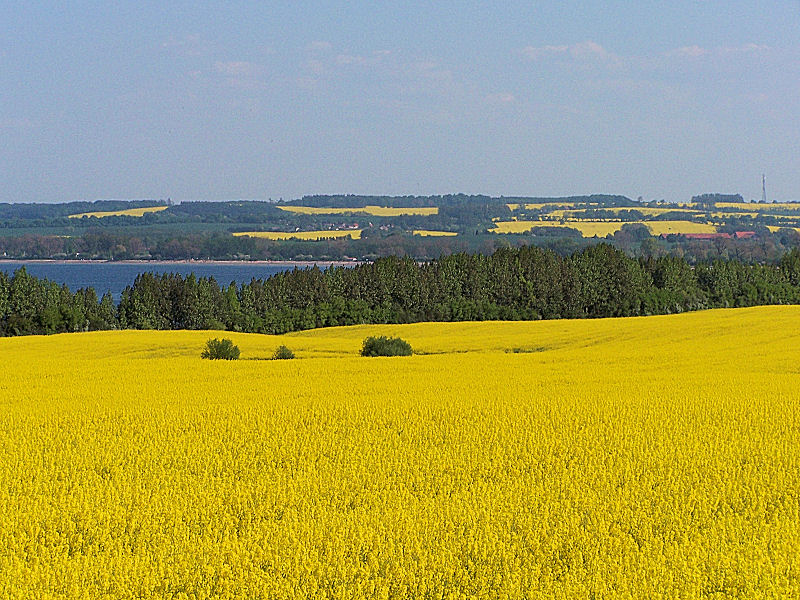
Uprawa rzepaku

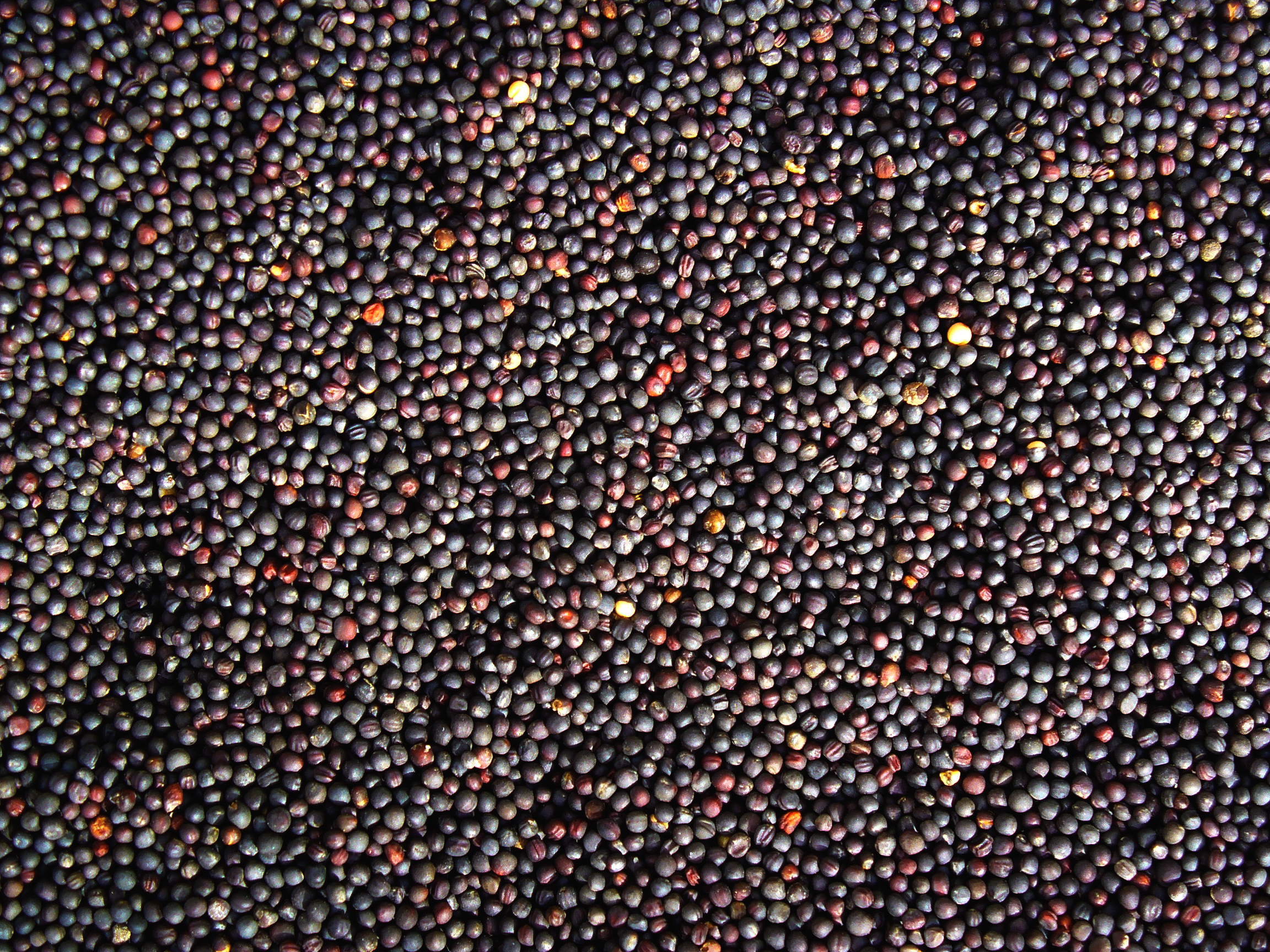
Ziarno rzepaku

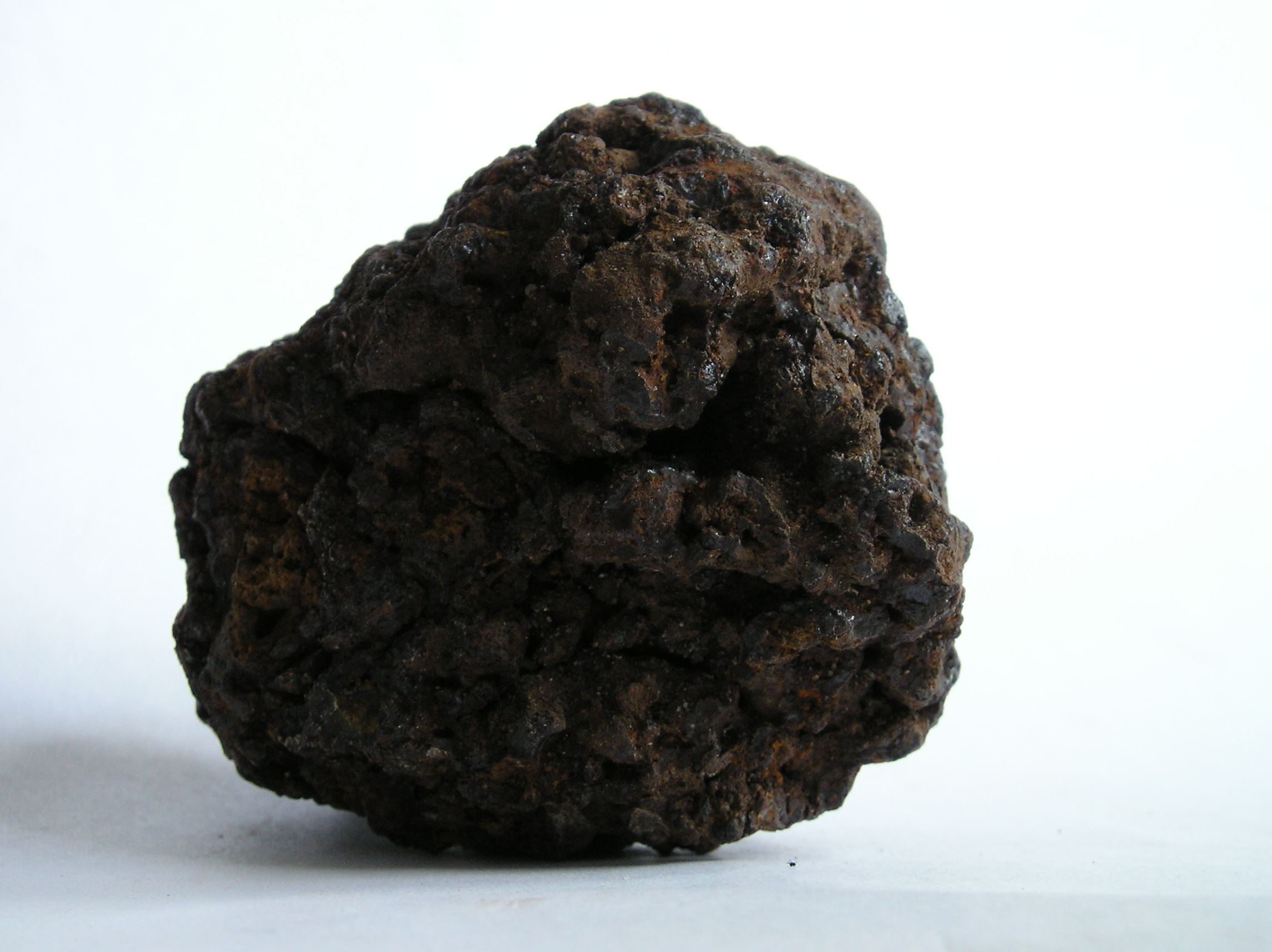
Bryła torfu

Siłą napędową procesu ekstrakcji jest różnica między potencjałami termodynamicznymi układu przed i po procesie wymiany masy. Pod stałym ciśnieniem i w stałej temperaturze dyfuzja składników pomiędzy niemieszającymi się cieczami zachodzi samorzutnie tak długo, dopóki maleje entalpia swobodna układu, co zapisuje się matematycznie:
{\displaystyle dG_{T,p}\leqslant 0,}
gdzie:
{\displaystyle G=\sum _{i=1}^{r}{\mu _{i}N_{i}},}
{\displaystyle \mu _{i}=\left({\frac {\partial G}{\partial N_{i}}}\right)_{V,T,N_{j\neq i}},}
{\displaystyle r} – liczba składników (różnych substancji),
{\displaystyle \mu _{i}} – potencjał chemiczny {\displaystyle i}-tego składnika.
Równania wskazują, że w wielofazowych układach wieloskładnikowych o kierunku przemiany decydują zmiany potencjałów chemicznych wszystkich związków we wszystkich fazach (ewentualnie dodatkowo praca zewnętrzna, która jest wykonywana).
W uproszczeniu stan izotermiczno-izobarycznej równowagi termodynamicznej w procesie podziału związku chemicznego między dwie fazy ciekłe opisuje się korzystając z prawa podziału Nernsta:
{\displaystyle k_{x(1,2)}={\frac {x_{1}}{x_{2}}},}
gdzie:
{\displaystyle k_{x(1,2)}} – stała podziału (współczynnik podziału) substancji pomiędzy fazy 1 i 2 wyrażony jako stosunek stężeń (ułamków molowych),
{\displaystyle x_{1},{:}} {\displaystyle x_{2}} – ułamek molowy substancji w fazach 1 i 2.
Współczynnik podziału {\displaystyle k_{x}} ma wartość stałą dla roztworów doskonałych. W przypadku roztworów rzeczywistych wartości stałe mają współczynniki {\displaystyle k_{a},} obliczane z wykorzystaniem odpowiednich współczynników aktywności. Współczynniki {\displaystyle k_{x}} są zależne od stężenia związku w roztworach.

## Wykresy fazowe dla układów trójskładnikowych (p= const)
Najprostsze przypadki równowag ekstrakcyjnych dotyczą układów trójskładnikowych, zawierających dwa rozpuszczalniki o ograniczonej wzajemnej rozpuszczalności i związek chemiczny, rozpuszczalny w obu cieczach.
Wzajemna rozpuszczalność dwóch cieczy zależy od:
- ich właściwości fizykochemicznych (np. moment dipolowy, polaryzowalność), decydujących o wielkości sił oddziaływania międzycząsteczkowego,
- temperatury,
- rodzaju i ilości związków rozpuszczonych.

Wprowadzany do układu dwuskładnikowego (A + B) trzeci składnik (C) może zwiększać lub zmniejszać obszar ograniczonej mieszalności A z B. Zależy to od wielkości oddziaływań cząsteczek związku C z cząsteczkami A i B. W przypadku ekstrakcji jest niezbędne, aby związek ekstrahowany (C) rozpuszczał się w obu rozpuszczalnikach, co występuje, gdy istnieją wystarczająco duże siły przyciągania A–C i B–C. W miarę zwiększania zawartości C w obu fazach zanika przyczyna wzajemnej niemieszalności A z B. Obecność C sprawia, że przestaje odgrywać znaczącą rolę różnica między siłami oddziaływania A – A, B – B i A – B, a wskutek tego wzrasta wzajemna mieszalność (do zaniku rozwarstwienia cieczy).
Zależność wzajemnej rozpuszczalności cieczy od składu układu A–B–C oraz temperatury przedstawia się w trójwymiarowym układzie współrzędnych skład – temperatura (graniastosłup, którego podstawą jest trójkąt Gibbsa). Na co najmniej jednej ze ścian graniastosłupa (np. A–B–T) musi się znajdować wykres fazowy układu dwuskładnikowego z obszarem ograniczonej mieszalności cieczy. Zakres tego obszaru oraz odpowiedniej trójwymiarowej przestrzeni współistnienia dwóch faz ciekłych zwykle zmniejsza się wraz ze wzrostem temperatury. W większości układów występuje górna graniczna temperatura mieszalności (na ścianie graniastosłupa lub w jego wnętrzu).
W niższej temperaturze przestrzeń współistnienia dwóch cieczy może się łączyć z przestrzenią współistnienia cieczy z fazą stałą. Mieści się ona pod powierzchniami roztworów nasyconych składnikami A, B i C. Kształt tych powierzchni zależy od rodzaju wykresów fazowych dla układów podwójnych A–B, B–C i C–A (ściany graniastosłupa). Na liniach wspólnych dla sąsiednich powierzchni nasyconych roztworów (np. nasyconych składnikami A i B) leżą punkty określające temperaturę i skład eutektyków podwójnych, zawierających trzeci składnik (np. równowaga A(BC)+B(AC)+ciecz). Układ ma jeden eutektyk potrójny, bez stopni swobody.
Na trójkątnych izotermicznych przekrojach graniastosłupa znajdują się linie przecięcia powierzchni roztworów nasyconych, które ograniczają obszary współistnienia faz (np. nasyconego roztworu z kryształami lub dwóch współistniejących cieczy). Obszary współistnienia są przecinane cięciwami równowagi. Cięciwy łączą punkty określające stężenia składników A, B i C we współistniejących fazach. Ilościowe udziały obu faz w dwufazowej mieszaninie określa się korzystając z reguły dźwigni.
Jednostopniowa ekstrakcja prosta polega na zmieszaniu (np. w rozdzielaczu) określonych ilości roztworu surowego (n. produkt syntezy chemicznej w wodnym roztworze) i czystego rozpuszczalnika wtórnego (np. eteru). Punkt opisujący chemiczny skład całej zawartości rozdzielacza leży na linii prostej łączącej wierzchołek trójkąta, w którym stężenia ekstrahenta jest równe 100% z punktem określającym skład roztworu surowego. Miejsce punktu na tej prostej zależy od proporcji cieczy wprowadzonych do rozdzielacza. Po doprowadzeniu do stanu równowagi warstwę wodną można przenieść do drugiego rozdzielacza i dodać do niej drugą porcję czystego rozpuszczalnika organicznego. Czynności wytrząsania cieczy, oddzielania warstwy wodnej i ekstrahowania czystym rozpuszczalnikiem mogą być powtarzane wielokrotnie, aż do osiągnięcia pożądanego stopnia odzyskania związku chemicznego z roztworu wodnego. Dysponując ograniczoną ilością czystego rozpuszczalnika można przeprowadzić ekstrakcję kilkoma dużymi porcjami, lecz zastosowanie większej liczby małych porcji umożliwia odzyskanie większej ilości preparatu.
Postępowanie bardziej efektywne polega na stosowaniu mało stężonych ekstraktów organicznych do ekstrakcji ze stężonych roztworów wodnych. Jest to istotą ekstrakcji zwykłej wielokrotnej, wykonywanej w laboratoriach z użyciem rozdzielaczy, lub przeciwprądowej ekstrakcji ciągłej, stosowanej w przemyśle.

## Urządzenia
W warunkach laboratoryjnych jest stosowana ekstrakcja prosta lub wielokrotna z użyciem rozdzielaczy (wytrząsanie) lub ekstrakcja ciągła, z użyciem ekstraktorów lub perkolatorów o różnej konstrukcji, takich jak aparat Soxhleta lub Aparat Graefego (perkolacja).
Aparat Soxhleta działa podobnie do ekspresu do kawy. Rozpuszczalnik jest ogrzewany w kolbie okrągłodennej, a pary są skraplane w umieszczonej nad nią chłodnicy wodnej. Spływając do kolby przepłukuje materiał poddawany ekstrakcji, umieszczony w gilzie ekstrakcyjnej. Wzbogaca się w ekstrahowany składnik, o większym ciężarze właściwym od rozpuszczalnika. Ekstrakt spływa do kolby, gdy poziom kondensatu w nasadce z gilzą przekroczy pozom przelewu (kolanko bocznej rurki lewarowej).
Zasada działania laboratoryjnych perkolatorów do ciągłej ekstrakcji cieczy jest analogiczna. Aparaty umożliwiają ekstrakcję substancji o współczynniku podziału k < 1,5, z zastosowaniem bardzo małych ilości rozpuszczalnika.
W warunkach przemysłowych procesy ekstrakcji (mieszania cieczy), rozdzielania faz ciekłych i odzyskiwania rozpuszczalnika metodą destylacji są zwykle wykonywane w odrębnych aparatach. Stosuje się baterie połączonych bloków, złożonych z ekstaktora (zbiornik z mieszadłem), separatora faz ciekłych i destylatora (odzyskiwanie ekstrahenty), co umożliwia ekstrakcję wielostopniową. Rafinat z pierwszego bloku jest kierowany do kolejnego ekstraktora baterii, gdzie jest poddawany działaniu czystego rozpuszczalnika (wielokrotna ekstrakcja prosta) lub rozpuszczalnika opuszczającego ekstraktor następnego bloku. W drugim przypadku bateria ekstraktorów pracuje jak przeciwprądowa kolumna ekstrakcyjna. Elementarne ekstraktory odgrywają rolę półek, na których ustalają się kolejne stany równowagi.
Przemysłowe urządzenia do ekstrakcji z substancji stałych są zwykle cylindrycznymi zbiornikami, w których rozpuszczalnik przepływa przez materiał nieruchomy lub wsad w ruchu.
Złoże nieruchome jest umieszczane na ruszcie i okresowo usuwane po ekstrakcji. Ekstraktory są wyposażone w instalację doprowadzania i odprowadzania rozpuszczalnika oraz system ogrzewania parą (bezprzeponowo i przeponowo. Pracują okresowo w cyklach: załadowanie, ekstrakcja, parowanie i wyładowanie. Właściwa koordynacjia pracy czterech ekstraktorów pozwala uzyskać ciągłość pracy baterii.
W ekstraktorach pracujących w sposób ciągły materiał przesypuje się w dół lub jest transportowany w górę, np. transporterami kubełkowymi lub ślimakowymi, w przeciwprądzie do spływającego w dół rozpuszczalnika.

## Zastosowania ekstrakcji w przemyśle (przykłady)
Ekstrakcja jest metodą rozdzielania wielu różnych naturalnych mieszanin związków chemicznych lub produktów syntez. Jest stosowana zwłaszcza w tych sytuacjach, gdy zawodzą techniki destylacyjne, np. ze względu na bardzo małe stężenia odzyskiwanych składników, tworzenie azeotropów), procesy termicznego rozkładu części związków itp.
Przykład 1 – ekstrakcja w produkcji olejów roślinnych
Ekstrakcja odgrywa znaczną rolę w przemyśle otrzymywania olejów roślinnych wykorzystywanych jako tłuszcze jadalne, składniki kosmetyków, paliwa i inne. Bywa bardziej korzystnym procesem rozdziału składników materiału roślinnego od destylacji. Rafinowane oleje roślinne podczas przeróbki tracą wiele swoich wartości, w tym zapachowych i smakowych (w pełni zachowywanych w procesie tłoczenia na zimno).
Ekstrakcja jest stosowana przede wszystkim w procesach odzyskiwania tłuszczów z materiałów ubogich w tłuszcz (np. kości, kiełków kukurydzy i zbóż) lub z wytłoków (pozostałości po tłoczeniu). Proces jest prowadzony „na zimno” (przepłukiwania surowca ciekłym rozpuszczalnikiem) lub na gorąco (wprowadzanie pary rozpuszczalnika, kondensujących w warstwie surowca). Spośród licznych stosowanych rozpuszczalników można wymienić takie jak czterochlorek węgla, trichloroetylen, benzol, benzyna ekstrakcyjna i inne.
W Polsce i większości innych krajów Europy podstawowym surowcem oleistym jest rzepak. Olej rzepakowy przeznaczony na biopaliwa jest otrzymywany z ziaren rzepaku w procesach tłoczenia na gorąco i ekstrakcji z użyciem heksanu. Ziarna, po mechanicznym oczyszczeniu, są wstępnie prażone i rozdrabniane, po czym kierowane do węzła wytłaczania. Z pras odbierany jest olej i wytłoki. Olej pozostały w wytłokach jest odzyskiwany metodą ekstrakcji, np. z użyciem heksanu jako rozpuszczalnika. Wytłoki przemieszczają się w ekstraktorze z góry w dół. na dolny poziom ekstraktora jest wprowadzany heksan, a na poziomy wyższe – tzw. miscella (rozpuszczalnik-olej), o coraz większym stężeniu oleju.
Śruta opuszczająca ekstraktor jest odciskana (odzyskanie części rozpuszczalnika), a następnie ogrzewana parą wodną – pośrednio i bezpośrednio (odparowanie reszty rozpuszczalnika). Odzyskiwany z mieszaniny par heksan zawraca się do ekstraktora.
Przykład 2 – ekstrakcja węgla brunatnego i torfu
Węgiel brunatny i torfy zawierają bituminy (10–20%), które są wyodrębniane z rozdrobnionego materiału metodą ekstrakcji na gorąco takimi rozpuszczalnikami, jak benzyna ekstrakcyjna lub mieszaniny benzenu z etanolem. Dodatek etanolu – rozpuszczalnika hydrofilowego – jest korzystny ze względu na zawartość wilgoci w surowcach (do 20%). Ekstrakcję prowadzi się w bateriach żelaznych ekstraktorów, wypełnianych rozdrobnionym surowcem, umieszczonym na rusztach. Do aparatów są wprowadzane pary rozpuszczalnika, które kondensują na złożu materiału i spływają w dół. Roztwór gromadzący się w dolnej części ekstraktora, zawierający bituminy, jest kierowany do wyparki, Po odparowaniu – rozpuszczalnika pozostaje bitumin, spływający do form, w których zastyga. Pary skraplają się z utworzeniem kondensatu dwufazowego (benzen – wodny roztwór alkoholu). Dwuskładnikowy rozpuszczalnik benzen-etanol jest odzyskiwany i zawracany do ekstraktora po rozdzieleniu fazy wodnej metodą rektyfikacji.
Poekstrakcyjny węgiel i torf są wykorzystywane jako paliwo. Otrzymane ekstrakty (bituminy) są stosowane do wyrobu materiałów izolacyjnych lub poddawane dalszej ekstrakcji rozpuszczalnikami selektywnymi (otrzymywanie wosków, żywic, substancji asfaltowych).
Olej, odprowadzany z ekstraktora w formie stężonej miscelli, jest uwalniany od rozpuszczalnika w aparatach wyparnych.